# Răcaș
Răcaș, település Romániában, a Partiumban, Bihar megyében.

## Fekvése
Lankás mellett fekvő település.

## Története
Korábban Lankás községhez tartozó tanya volt. 1956-ban vált önálló településsé 181 lakossal.
2002-ben 115 román lakosa volt.